# Primera División de Andorra 2010-11
La Primera División de Andorra 2010-11 (oficialmente y en catalán: Primera Divisió de Andorra 2010-11) fue la 16ta edición del campeonato de la máxima categoría de fútbol del Principado de Andorra. Estuvo organizada por la Federación Andorrana de Fútbol y fue disputada por 8 equipos. Comenzó el 19 de septiembre de 2010 y finalizó el 20 de marzo de 2011.
FC Santa Coloma consiguió el bicampeonato en la penúltima fecha del certamen, luego de vencer a UE Santa Coloma por 1-0, alcanzando así su sexta estrella nacional. A su vez, Casa Estrella del Benfica, que quedó en la última posición en la Ronda por la permanencia, y Encamp, que cayó en la promoción ante Engordany, perdieron la categoría.

## Ascensos y descensos
| Pos. | Descendidos de 1.ª División |
| ---- | --------------------------- |
| 8.º  | Engordany                   |

| Pos. | Ascendidos de 2.ª División |
| ---- | -------------------------- |
| 1.º  | Casa Estrella del Benfica  |

## Sistema de competición
El campeonato constó de dos fases:
En la fase regular, los ocho equipos se enfrentaron entre sí bajo el sistema de todos contra todos a dos ruedas, completando un total de 14 fechas. Una vez finalizada dicha instancia, los cuatro equipos con mayor cantidad de puntos participaron de la Ronda por el campeonato, mientras que los cuatro restantes disputaron la Ronda por la permanencia. Todos los clubes comenzaron su participación en esta instancia con el puntaje final obtenido en la fase regular.
Los cuatro clubes que participaron de la Ronda por el campeonato volvieron a enfrentarse entre sí, todos contra todos, a doble rueda. El equipo que acumuló más puntos entre las dos fases se consagró campeón y accedió a la primera ronda previa de la Liga de Campeones de la UEFA 2011-12. Asimismo, el subcampeón y el tercero clasificaron a la primera ronda previa de la Liga Europa de la UEFA 2011-12.
Por otro lado, los cuatro equipos participantes de la Ronda por la permanencia se enfrentaron entre sí, todos contra todos, a doble rueda. Aquel que logró menor puntaje a lo largo de las dos fases descendió directamente a la Segunda División, mientras que el penúltimo disputó una promoción contra el subcampeón de dicha categoría.
En todas las fases, las clasificaciones se establecieron a partir de los puntos obtenidos en cada encuentro, otorgando tres por partido ganado, uno por empatado y ninguno en caso de derrota. En caso de igualdad de puntos entre dos o más equipos, el orden de la clasificación se definió a favor de aquel con mejor diferencia de goles y, de mantenerse el empate, a favor de aquel con mayor cantidad de goles a favor en toda la temporada.

## Equipos participantes
| Equipo                    | Ciudad                  |
| ------------------------- | ----------------------- |
| Casa Estrella del Benfica | San Julián de Loria     |
| Encamp                    | Encamp                  |
| Inter Club d'Escaldes     | Las Escaldas-Engordany  |
| Lusitanos                 | Andorra la Vieja        |
| Principat                 | San Julián de Loria     |
| Sant Julià                | San Julián de Loria     |
| FC Santa Coloma           | Santa Coloma de Andorra |
| UE Santa Coloma           | Santa Coloma de Andorra |

| \| Parroquia \| N.º \| Equipos \| \| ---------------------- \| --- \| ------------------------------------------------ \| \| Andorra la Vieja \| 3 \| Lusitanos; FC Santa Coloma; UE Santa Coloma \| \| San Julián de Loria \| 3 \| Casa Estrella del Benfica; Principat; Sant Julià \| \| Encamp \| 1 \| Encamp \| \| Las Escaldas-Engordany \| 1 \| Inter Club d'Escaldes \| |     |                                                  |
| Parroquia | N.º | Equipos                                          |
| Andorra la Vieja | 3   | Lusitanos; FC Santa Coloma; UE Santa Coloma      |
| San Julián de Loria | 3   | Casa Estrella del Benfica; Principat; Sant Julià |
| Encamp | 1   | Encamp                                           |
| Las Escaldas-Engordany | 1   | Inter Club d'Escaldes                            |

## Fase regular

### Clasificación
|  |    | Equipos                   | PJ | PG | PE | PP | GF | GC | Dif | Pts |
|  | -- | ------------------------- | -- | -- | -- | -- | -- | -- | --- | --- |
|  | 1. | Sant Julià                | 14 | 10 | 4  | 0  | 39 | 4  | +35 | 34  |
|  | 2. | FC Santa Coloma           | 14 | 10 | 3  | 1  | 63 | 7  | +56 | 33  |
|  | 3. | Lusitanos                 | 14 | 10 | 2  | 2  | 34 | 12 | +22 | 32  |
|  | 4. | UE Santa Coloma           | 14 | 9  | 0  | 5  | 51 | 16 | +35 | 27  |
|  | 5. | Inter Club d'Escaldes     | 14 | 4  | 1  | 9  | 17 | 46 | -29 | 13  |
|  | 6. | Principat                 | 14 | 3  | 3  | 8  | 19 | 32 | -13 | 12  |
|  | 7. | Casa Estrella del Benfica | 14 | 1  | 2  | 11 | 10 | 67 | -57 | 5   |
|  | 8. | Encamp                    | 14 | 1  | 1  | 12 | 14 | 63 | -49 | 4   |

|  | Clasificado a la Ronda por el campeonato.  |
|  | Clasificado a la Ronda por la permanencia. |

#### Evolución de la clasificación
| Jornada / Equipo          | 1 | 2 | 3 | 4 | 5 | 6 | 7 | 8 | 9 | 10 | 11 | 12 | 13 | 14 |
| Jornada / Equipo          |   |   |   |   |   |   |   |   |   |    |    |    |    |    |
| ------------------------- | - | - | - | - | - | - | - | - | - | -- | -- | -- | -- | -- |
| Sant Julià                | 1 | 1 | 2 | 2 | 3 | 2 | 1 | 1 | 1 | 1  | 1  | 2  | 2  | 1  |
| FC Santa Coloma           | 3 | 2 | 1 | 1 | 1 | 1 | 2 | 2 | 3 | 3  | 2  | 3  | 3  | 2  |
| Lusitanos                 | 2 | 3 | 3 | 3 | 2 | 3 | 3 | 3 | 2 | 2  | 3  | 1  | 1  | 3  |
| UE Santa Coloma           | 6 | 4 | 4 | 4 | 4 | 4 | 4 | 4 | 4 | 4  | 4  | 4  | 4  | 4  |
| Inter Club d'Escaldes     | 8 | 7 | 8 | 8 | 8 | 7 | 5 | 5 | 5 | 5  | 6  | 6  | 6  | 5  |
| Principat                 | 7 | 7 | 5 | 6 | 5 | 5 | 6 | 6 | 6 | 6  | 5  | 5  | 5  | 6  |
| Casa Estrella del Benfica | 4 | 6 | 6 | 7 | 7 | 8 | 8 | 8 | 8 | 7  | 7  | 7  | 7  | 7  |
| Encamp                    | 4 | 5 | 7 | 5 | 6 | 6 | 7 | 7 | 7 | 8  | 8  | 8  | 8  | 8  |

### Resultados
- Los horarios corresponden a la CET (Hora Central Europea) UTC+1 en horario estándar y UTC+2 en horario de verano.

#### Primera vuelta
| FC Santa Coloma | 2 - 1 | UE Santa Coloma           | Centro Deportivo de Alàs      | 19 de septiembre | 12:00 |
| Sant Julià      | 4 - 0 | Inter Club d'Escaldes     | Campo de Deportes de Aixovall | 19 de septiembre | 12:00 |
| Principat       | 0 - 2 | Lusitanos                 | Campo de Deportes de Aixovall | 19 de septiembre | 16:00 |
| Encamp          | 1 - 1 | Casa Estrella del Benfica | Campo de Deportes de Aixovall | 19 de septiembre | 18:00 |

| Lusitanos                 | 1 - 0 | Inter Club d'Escaldes | Centro Deportivo de Alàs      | 26 de septiembre | 12:00 |
| UE Santa Coloma           | 4 - 2 | Encamp                | Campo de Deportes de Aixovall | 26 de septiembre | 12:00 |
| Casa Estrella del Benfica | 1 - 3 | Sant Julià            | Campo de Deportes de Aixovall | 26 de septiembre | 16:00 |
| FC Santa Coloma           | 3 - 0 | Principat             | Campo de Deportes de Aixovall | 26 de septiembre | 18:00 |

| Principat             | 5 - 0 | Casa Estrella del Benfica | Centro Deportivo de Alàs      | 3 de octubre | 12:00 |
| Inter Club d'Escaldes | 0 - 5 | UE Santa Coloma           | Campo de Deportes de Aixovall | 3 de octubre | 12:00 |
| FC Santa Coloma       | 6 - 0 | Encamp                    | Campo de Deportes de Aixovall | 3 de octubre | 16:00 |
| Sant Julià            | 0 - 0 | Lusitanos                 | Campo de Deportes de Aixovall | 3 de octubre | 18:00 |

| UE Santa Coloma           | 1 - 3  | Sant Julià      | Centro Deportivo de Alàs      | 17 de octubre | 12:00 |
| Casa Estrella del Benfica | 1 - 3  | Lusitanos       | Campo de Deportes de Aixovall | 17 de octubre | 12:00 |
| Encamp                    | 4 - 1  | Principat       | Campo de Deportes de Aixovall | 17 de octubre | 16:00 |
| Inter Club d'Escaldes     | 0 - 10 | FC Santa Coloma | Campo de Deportes de Aixovall | 17 de octubre | 18:00 |

| Lusitanos                 | 5 - 0  | Encamp                | Centro Deportivo de Alàs      | 24 de octubre | 12:00 |
| FC Santa Coloma           | 0 - 0  | Sant Julià            | Campo de Deportes de Aixovall | 24 de octubre | 12:00 |
| Principat                 | 2 - 2  | Inter Club d'Escaldes | Campo de Deportes de Aixovall | 24 de octubre | 16:00 |
| Casa Estrella del Benfica | 0 - 10 | UE Santa Coloma       | Campo de Deportes de Aixovall | 24 de octubre | 18:00 |

| FC Santa Coloma | 12 - 1 | Casa Estrella del Benfica | Centro Deportivo de Alàs      | 31 de octubre | 12:00 |
| Sant Julià      | 4 - 1  | Principat                 | Campo de Deportes de Aixovall | 31 de octubre | 12:00 |
| UE Santa Coloma | 1 - 0  | Lusitanos                 | Campo de Deportes de Aixovall | 31 de octubre | 16:00 |
| Encamp          | 1 - 2  | Inter Club d'Escaldes     | Campo de Deportes de Aixovall | 31 de octubre | 18:00 |

| Principat             | 0 - 4 | UE Santa Coloma           | Centro Deportivo de Alàs      | 7 de noviembre | 12:00 |
| Lusitanos             | 2 - 1 | FC Santa Coloma           | Campo de Deportes de Aixovall | 7 de noviembre | 12:00 |
| Encamp                | 0 - 8 | Sant Julià                | Campo de Deportes de Aixovall | 7 de noviembre | 16:00 |
| Inter Club d'Escaldes | 2 - 1 | Casa Estrella del Benfica | Campo de Deportes de Aixovall | 7 de noviembre | 18:00 |

#### Segunda vuelta
| Inter Club d'Escaldes     | 0 - 2 | Sant Julià      | Centro Deportivo de Alàs      | 14 de noviembre | 12:00 |
| Casa Estrella del Benfica | 4 - 1 | Encamp          | Campo de Deportes de Aixovall | 14 de noviembre | 12:00 |
| UE Santa Coloma           | 1 - 2 | FC Santa Coloma | Campo de Deportes de Aixovall | 14 de noviembre | 16:00 |
| Lusitanos                 | 2 - 0 | Principat       | Campo de Deportes de Aixovall | 14 de noviembre | 18:00 |

| Inter Club d'Escaldes | 1 - 5 | Lusitanos                 | Centro Deportivo de Alàs      | 21 de noviembre | 12:00 |
| Principat             | 2 - 2 | FC Santa Coloma           | Campo de Deportes de Aixovall | 21 de noviembre | 12:00 |
| Sant Julià            | 6 - 0 | Casa Estrella del Benfica | Campo de Deportes de Aixovall | 21 de noviembre | 16:00 |
| Encamp                | 1 - 6 | UE Santa Coloma           | Campo de Deportes de Aixovall | 21 de noviembre | 18:00 |

| Encamp                    | 0 - 9 | FC Santa Coloma       | Centro Deportivo de Alàs      | 28 de noviembre | 12:00 |
| UE Santa Coloma           | 8 - 0 | Inter Club d'Escaldes | Campo de Deportes de Aixovall | 28 de noviembre | 12:00 |
| Casa Estrella del Benfica | 0 - 0 | Principat             | Campo de Deportes de Aixovall | 28 de noviembre | 16:00 |
| Lusitanos                 | 1 - 1 | Sant Julià            | Campo de Deportes de Aixovall | 28 de noviembre | 18:00 |

| Sant Julià      | 2 - 0 | UE Santa Coloma           | Centro Deportivo de Alàs      | 5 de diciembre | 12:00 |
| Lusitanos       | 3 - 0 | Casa Estrella del Benfica | Campo de Deportes de Aixovall | 5 de diciembre | 12:00 |
| FC Santa Coloma | 3 - 0 | Inter Club d'Escaldes     | Campo de Deportes de Aixovall | 5 de diciembre | 16:00 |
| Principat       | 5 - 1 | Encamp                    | Campo de Deportes de Aixovall | 5 de diciembre | 18:00 |

| Inter Club d'Escaldes | 1 - 2 | Principat                 | Centro Deportivo de Alàs      | 12 de diciembre | 12:00 |
| Encamp                | 2 - 7 | Lusitanos                 | Campo de Deportes de Aixovall | 12 de diciembre | 12:00 |
| UE Santa Coloma       | 4 - 0 | Casa Estrella del Benfica | Campo de Deportes de Aixovall | 12 de diciembre | 16:00 |
| Sant Julià            | 0 - 0 | FC Santa Coloma           | Campo de Deportes de Aixovall | 12 de diciembre | 18:00 |

| Casa Estrella del Benfica | 0 - 10 | FC Santa Coloma | Centro Deportivo de Alàs      | 16 de enero | 12:00 |
| Principat                 | 0 - 3  | Sant Julià      | Campo de Deportes de Aixovall | 16 de enero | 12:00 |
| Inter Club d'Escaldes     | 2 - 1  | Encamp          | Campo de Deportes de Aixovall | 16 de enero | 16:00 |
| Lusitanos                 | 3 - 2  | UE Santa Coloma | Campo de Deportes de Aixovall | 16 de enero | 18:00 |

| Sant Julià                | 3 - 0 | Encamp                | Centro Deportivo de Alàs      | 30 de enero | 12:00 |
| UE Santa Coloma           | 4 - 1 | Principat             | Campo de Deportes de Aixovall | 30 de enero | 12:00 |
| FC Santa Coloma           | 3 - 1 | Lusitanos             | Campo de Deportes de Aixovall | 30 de enero | 16:00 |
| Casa Estrella del Benfica | 1 - 4 | Inter Club d'Escaldes | Campo de Deportes de Aixovall | 30 de enero | 18:00 |

## Ronda por el campeonato

### Clasificación
|  |    | Equipos             | PJ | PG | PE | PP | GF | GC | Dif | Pts |
|  | -- | ------------------- | -- | -- | -- | -- | -- | -- | --- | --- |
|  | 1. | FC Santa Coloma (C) | 20 | 14 | 5  | 1  | 71 | 11 | +60 | 47  |
|  | 2. | Sant Julià          | 20 | 12 | 7  | 1  | 47 | 9  | +38 | 43  |
|  | 3. | Lusitanos           | 20 | 11 | 5  | 4  | 43 | 20 | +23 | 38  |
|  | 4. | UE Santa Coloma     | 20 | 10 | 0  | 10 | 54 | 27 | +27 | 30  |

|  | Clasificado para la primera ronda previa de la Liga de Campeones 2011-12.                                    |
|  | Clasificado para la segunda ronda previa de la Liga Europa 2011-12 como campeón de la Copa Constitució 2011. |
|  | Clasificado para la primera ronda previa de la Liga Europa 2011-12.                                          |

| (C) Campeón |

#### Evolución de la clasificación
| Jornada / Equipo | 1 | 2 | 3 | 4 | 5 | 6 |
| Jornada / Equipo |   |   |   |   |   |   |
| ---------------- | - | - | - | - | - | - |
| FC Santa Coloma  | 2 | 2 | 1 | 1 | 1 | 1 |
| Sant Julià       | 1 | 1 | 2 | 2 | 2 | 2 |
| Lusitanos        | 3 | 3 | 3 | 3 | 3 | 3 |
| UE Santa Coloma  | 4 | 4 | 4 | 4 | 4 | 4 |

### Resultados
- Los horarios corresponden a la CET (Hora Central Europea) UTC+1 en horario estándar y UTC+2 en horario de verano.

#### Primera vuelta
| Lusitanos  | 1 - 1 | FC Santa Coloma | Campo de Deportes de Aixovall | 6 de febrero | 12:00 |
| Sant Julià | 3 - 1 | UE Santa Coloma | Centro Deportivo de Alàs      | 6 de febrero | 12:00 |

| FC Santa Coloma | 1 - 0 | UE Santa Coloma | Campo de Deportes de Aixovall | 13 de febrero | 12:00 |
| Lusitanos       | 1 - 1 | Sant Julià      | Campo de Deportes de Aixovall | 13 de febrero | 16:00 |

| UE Santa Coloma | 2 - 1 | Lusitanos  | Campo de Deportes de Aixovall | 20 de febrero | 12:00 |
| FC Santa Coloma | 1 - 0 | Sant Julià | Campo de Deportes de Aixovall | 20 de febrero | 16:00 |

#### Segunda vuelta
| UE Santa Coloma | 0 - 2 | Sant Julià | Centro Deportivo de Alàs      | 27 de febrero | 12:00 |
| FC Santa Coloma | 3 - 2 | Lusitanos  | Campo de Deportes de Aixovall | 27 de febrero | 16:00 |

| UE Santa Coloma | 0 - 1 | FC Santa Coloma (C) | Campo de Deportes de Aixovall | 6 de marzo | 12:00 |
| Sant Julià      | 1 - 1 | Lusitanos           | Centro Deportivo de Alàs      | 6 de marzo | 12:00 |

| Lusitanos  | 3 - 0 | UE Santa Coloma | Campo de Deportes de Aixovall | 20 de marzo | 12:00 |
| Sant Julià | 1 - 1 | FC Santa Coloma | Centro Deportivo de Alàs      | 20 de marzo | 12:00 |

## Ronda por la permanencia

### Clasificación
|  |    | Equipos                       | PJ | PG | PE | PP | GF | GC | Dif | Pts |
|  | -- | ----------------------------- | -- | -- | -- | -- | -- | -- | --- | --- |
|  | 1. | Principat                     | 20 | 8  | 4  | 8  | 49 | 43 | +15 | 28  |
|  | 2. | Inter Club d'Escaldes         | 20 | 6  | 3  | 11 | 28 | 54 | -26 | 21  |
|  | 3. | Encamp (D)                    | 20 | 4  | 1  | 15 | 24 | 79 | -55 | 13  |
|  | 4. | Casa Estrella del Benfica (D) | 20 | 1  | 3  | 16 | 15 | 97 | -82 | 6   |

|  | Disputó una promoción por la permanencia contra el subcampeón de la Segona Divisió. |
|  | Descendido a la Segona Divisió.                                                     |

| (D) Descendido |

#### Evolución de la clasificación
| Jornada / Equipo          | 1 | 2 | 3 | 4 | 5 | 6 |
| Jornada / Equipo          |   |   |   |   |   |   |
| ------------------------- | - | - | - | - | - | - |
| Principat                 | 2 | 2 | 1 | 1 | 1 | 1 |
| Inter Club d'Escaldes     | 1 | 1 | 2 | 2 | 2 | 2 |
| Encamp                    | 4 | 3 | 3 | 3 | 3 | 3 |
| Casa Estrella del Benfica | 3 | 4 | 4 | 4 | 4 | 4 |

### Resultados
- Los horarios corresponden a la CET (Hora Central Europea) UTC+1 en horario estándar y UTC+2 en horario de verano.

#### Primera vuelta
| Encamp                    | 0 - 1 | Principat             | Campo de Deportes de Aixovall | 6 de febrero | 16:00 |
| Casa Estrella del Benfica | 0 - 5 | Inter Club d'Escaldes | Campo de Deportes de Aixovall | 6 de febrero | 18:00 |

| Inter Club d'Escaldes     | 0 - 0 | Principat | Centro Deportivo de Alàs      | 13 de febrero | 12:00 |
| Casa Estrella del Benfica | 2 - 3 | Encamp    | Campo de Deportes de Aixovall | 13 de febrero | 18:00 |

| Inter Club d'Escaldes | 1 - 2 | Encamp                    | Centro Deportivo de Alàs      | 20 de febrero | 12:00 |
| Principat             | 4 - 1 | Casa Estrella del Benfica | Campo de Deportes de Aixovall | 20 de febrero | 18:00 |

#### Segunda vuelta
| Inter Club d'Escaldes | 1 - 1 | Casa Estrella del Benfica | Campo de Deportes de Aixovall | 27 de febrero | 12:00 |
| Principat             | 8 - 0 | Encamp                    | Campo de Deportes de Aixovall | 27 de febrero | 18:00 |

| Principat | 4 - 1 | Inter Club d'Escaldes     | Campo de Deportes de Aixovall | 6 de marzo | 16:00 |
| Encamp    | 4 - 1 | Casa Estrella del Benfica | Centro Deportivo de Alàs      | 6 de marzo | 16:00 |

| Casa Estrella del Benfica | 0 - 13 | Principat             | Centro Deportivo de Alàs      | 20 de marzo | 16:00 |
| Encamp                    | 1 - 3  | Inter Club d'Escaldes | Campo de Deportes de Aixovall | 20 de marzo | 16:00 |

## Promoción por la permanencia
El tercer equipo ubicado en la clasificación final de la Ronda por la permanencia, Encamp, disputó una serie a doble partido ante Engordany, tercer puesto de la Segunda División. El ganador de la eliminatoria participó de la siguiente temporada de la Primera Divisió.
| Encamp | 1 - 3 | Engordany | Campo de Deportes de Aixovall | 17 de abril | 18:00 |
| Engordany | 2 - 0 | Encamp    | Centro Deportivo de Alàs      | 1 de mayo   | 18:00 |
| Engordany ascendió a Primera Divisió tras ganar la serie por un global de 5-1. Encamp descendió a Segona Divisió. |       |           |                               |             |       |

## Estadísticas

### Máximos goleadores
| Jugador                                  | Equipo          | Goles |
| ---------------------------------------- | --------------- | ----- |
| Victor Bernat                            | UE Santa Coloma | 16    |
| Última actualización: 3 de julio de 2016 |                 |       |